# Limnocoris insignis
Limnocoris insignis är en insektsart som beskrevs av Carl Stål 1860. Limnocoris insignis ingår i släktet Limnocoris och familjen vattenbin. Inga underarter finns listade i Catalogue of Life.